# Droga wojewódzka nr 841

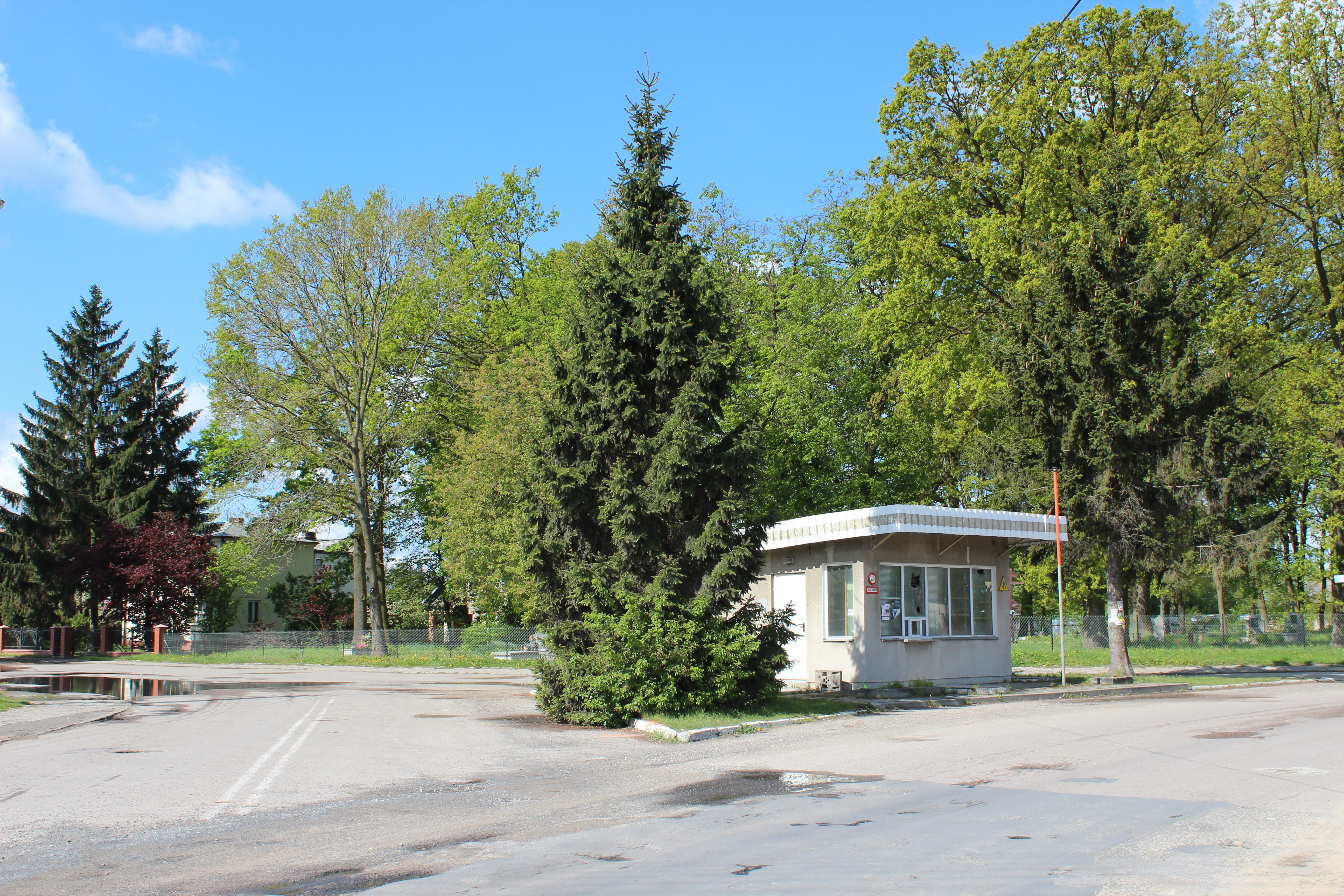
Dawna stacja benzynowa przy drodze wojewódzkiej nr 841 w Cycowie

Droga wojewódzka nr 841 (DW841) – droga wojewódzka w województwie lubelskim, w powiatach łęczyńskim i chełmskim. Droga łączy Cyców ze Stawem, 3 km na północ od Chełma. Stanowi część alternatywnej trasy Lublin – Chełm. Długość drogi to 29 km.

## Miejscowości położone przy trasie DW841
- Cyców
- Stawek
- Ludwinów
- Busówno
- Wierzbica
- Pniówno
- Kamienna Góra
- Ochoża
- Staw
- Parypse
- Horodyszcze